# Kletterbos
Kletterbos är en skog i Belgien.   Den ligger i provinsen Östflandern och regionen Flandern, i den centrala delen av landet, 40 km norr om huvudstaden Bryssel.
Trakten runt Kletterbos består till största delen av jordbruksmark. Runt Kletterbos är det tätbefolkat, med 493 invånare per kvadratkilometer.